# Rollstuhl-Hockey
Rollstuhl-Hockey (abgekürzt auch oft RoHo) ist eine Team-Sportart in der Halle mit speziellen Rollstühlen. Rollstuhl-Hockey ist eine anerkannte Rehabilitationssportart für Menschen mit Behinderung. Das Hockeyspiel im Rollstuhl wurde 1995 von der Rollstuhlsportgemeinschaft (RSG) Hannover eingeführt.
Man unterscheidet zwischen zwei verschiedene Formen:
- E-Hockey: Rollstuhl-Hockey in elektrischen Rollstühlen oder auch Elektrorollstuhl-Hockey
- H-Hockey: Rollstuhl-Hockey in handgetriebenen Rollstühlen